# Sapromyza caeruleophthalmica
Sapromyza caeruleophthalmica är en tvåvingeart som först beskrevs av Giovanni Antonio Scopoli 1763.  Sapromyza caeruleophthalmica ingår i släktet Sapromyza och familjen lövflugor.
Artens utbredningsområde är Slovenien. Inga underarter finns listade i Catalogue of Life.